# Helioctamenus aestivus
Helioctamenus aestivus es una especie de coleóptero de la familia Zopheridae.

## Distribución geográfica
Habita en Marruecos.